# Hildebrandtiella orthostichella
Hildebrandtiella orthostichella là một loài Rêu trong họ Pterobryaceae. Loài này được (Müll. Hal.) Paris miêu tả khoa học đầu tiên năm 1900.